# Papa Niang
Papa Niang, född 5 december 1988 i Senegal, är en senegalesisk före detta fotbollsspelare.
Papa Niang började sin karriär i AC Oulu i Finland men bytte till FF Jaro 2009. Han gjorde 11 mål säsongen 2011 i Tipsligan i Finland. Efter spel i Kazakstan (FC Vostok), Kuwait (Al Shabab SC) och Gabon (CF Mounana) återvände Niang till FF Jaro inför säsongen 2016. Niang spelade som forward för FF Jaro innan han avslutade fotbollskarriären 2020.
Niang har en bror, Mamadou Niang, som även han är fotbollsspelare.